# Mesoplophora subtilis
Mesoplophora subtilis är en kvalsterart som beskrevs av Wojciech Niedbała 1981. Mesoplophora subtilis ingår i släktet Mesoplophora och familjen Mesoplophoridae. Inga underarter finns listade i Catalogue of Life.